# 横阳支江
横阳支江，又称横阳江南港，简称南港，是鳌江（横阳江）最大支流，流域覆盖温州市西南的泰顺县、苍南县、龙港市，全长60.5千米，集雨面积336平方公里，被称作“苍南人民的母亲河”。

## 名称
横阳支江干流在泰顺境内称后水漈，入苍南境内至桥墩水库称莒溪，以下称横阳支江；其下游河道中自灵溪经渡龙至流石段俗称渡龙江，流石以下至朱家站水闸俗称凤江。横阳支江在古代被视作横阳江（鳌江）干流，后来改称横阳江南港，简称南港，被视作横阳江支系的历史要从近代才开始。横阳江分南北港这种说法最早可见于明万历《温州府志》，其所引用南宋县令汪季良修筑黄浦埭失败后评论就用到了“南北二港”，民国《平阳县志》则称南北二港交汇之后改称鳌江，并且横阳江也被用于指代南北港及下游合流后的鳌江段。由于民国建立后平阳县设立南港乡，南港作为地名容易与横阳支江相混淆，因此1941年南港水利委员会改名为整理横阳支江委员会，「横阳支江」的名称才首次出现。

## 水系
横阳支江干流原长67.5千米，后经过多次人工改道之后缩短至60.5千米，桥墩水库以上段31.5千米河道为上游，桥墩水库至灵溪活动闸13.5千米河道为中游，灵溪以下至龙港朱家站水闸段15.5千米河道为下游。横阳支江发源于温州市泰顺县九峰尖南面山峰西北麓，九峰尖主峰海拔1237.1米，水源地则在路口（又称湾头）地方海拔947.5米，在入苍南境后途径龙潭、黄土岭、田寮至莒溪镇，向东南至至矴步头与富垟溪汇合，然后折东北至碗窑，后经坑口、小后等地进入桥墩水库。这一段可以统称莒溪，莒溪山高峡陡，河谷下切，谷宽约200米、河床宽约100米，仅在莒溪镇附近存在缓坡台地。注入的支流往往比降更大，以瀑布的形式注入莒溪，比较大的有黄土岭水漈和碗窑瀑布。由于水势较大、树木稀少，河床仍在持续下切，在桥墩水库建成之前，由于山溪性河道暴涨暴跌，峡谷水土不易保持，容易引发山洪灾害。
上游河段比降较高，其中矴步头以下段比较在5‰左右，中下游则相对缓和。中游河段比降约在1‰左右，但河床从卵石逐渐替换成泥沙。下游河道极为平缓，并且由于河道弯曲，过去洪涝多发。桥墩水库以下段本来为感潮河段，朱家站水闸建成后鳌江潮水不再上溯。宋朝时桥墩水库坝址的玉沙古埠头原本有“玉沙潮落客停舟”，当地本来有乘潮入港的河埠，但到了清代已经湮灭，河埠的驿站则是在修建桥墩水库时拆除。由于横阳支江受到海水入侵，沿岸土地盐碱化严重，因此南宋嘉定五年（1212年）温州知府杨简提议在横阳支江沿岸修建闸门，阻断横阳支江潮水入侵，将萧江塘河（今灵溪塘河）变为内河，因此萧江塘河取代横阳支江成为下游主要航道。